# EVA〈エヴァ〉
『EVA〈エヴァ〉』（Eva）は2011年のスペインのSF映画。監督はキケ・マイーリュ、出演はダニエル・ブリュールとマルタ・エトゥラなど。近未来を舞台に、姪の少女エヴァをモデルにした子供型ロボットを開発しようとした科学者が知ることになる過去の秘密を描いている。2011年9月7日に第68回ヴェネツィア国際映画祭で初上映された。
日本では、2012年9月30日に第9回ラテンビート映画祭にて初上映された後、“シッチェス映画祭”ファンタスティック・セレクションにて2012年10月27日から東京・大阪・名古屋で限定公開され、2013年1月12日にDVD/Blu-rayが発売された。

## ストーリー
2041年、天才ロボット科学者であるアレックスは、故郷である雪深いサンタ・イレーネに10年ぶりに戻って来る。10年前に中断したままになっていた子供型ロボットの研究開発を再開するために、同地にある大学のロボット科学者フリアに呼び戻されたからである。しかし、故郷にはかつての恋人で今は兄ダヴィッドの妻となったラナがおり、ラナとアレックスの間には今でもわだかまりが残っていた。
アレックスは大学での仕事を嫌い、実家で研究をすることになる。フリアはロボットのモデルとなる少年の候補を何人か映像で見せるが、アレックスはいずれの少年も気に入らない。そんな中、アレックスは街中で個性的な少女エヴァと知り合い、彼女をロボットのモデルにしようと考えるが、実はエヴァはダヴィッドとラナの1人娘だった。
アレックスに興味を持ったエヴァが自ら叔父の家を訪れると、アレックスは早速彼女をモデルにロボットの「脳」を設計するが、ラナは「エヴァには普通の子供らしくあって欲しいから」として、これに反対する。
アレックスとエヴァが叔父と姪として親しくなる一方、アレックスとラナも急速に接近して行く。そんなアレックスに兄ダヴィッドは同じロボット科学者としての嫉妬も感じており、2人は殴り合いの喧嘩となる。
居たたまれなくなったアレックスは再び研究を放り出して町を出て行こうとするが、そこにラナが現れ、エヴァの秘密を明かす。実はエヴァは10年前にアレックスが手がけていた子供型ロボットで、未完成のままアレックスが去った後、ラナが完成させたものなのだ。2人の会話を偶然に聞いてしまったエヴァは、自分がロボットであることを初めて知り、取り乱して走り去る。それをラナは追いかけるが、エヴァともみ合ううちに崖から落ちて死んでしまう。
エヴァの秘密を知っていたフリアはアレックスにエヴァの解体を命じる。アレックスはエヴァと父娘のような時間を過ごすと、その夜、「私を解体しないよね?」と言うエヴァを愛おしげに抱きしめながら、ロボットを初期化するキーワードの「目を閉じたら何が見える？」と言葉をかける。エヴァはアレックスの腕の中で意識を失い、これまでの数々の記憶が次々に消去されて行く。

## キャスト
※括弧内は日本語吹替
- アレックス・ガレル: ダニエル・ブリュール（川島得愛） - ロボット科学者。
- ラナ・レヴィ: マルタ・エトゥラ（佐古真弓） - アレックスの元恋人で兄の妻。ロボット科学者で現在は大学で教鞭をとっている。
- ダヴィッド・ガレル: アルベルト・アンマン（スペイン語版）（咲野俊介） - アレックスの兄でラナの夫。ロボット科学者。
- エヴァ: クラウディア・ベガ（槙乃萌美） - ラナとダヴィッドの娘。
- フリア: アンヌ・カノヴァス（野沢由香里） - アレックスをロボット研究所に呼び戻した女性ロボット科学者。
- マックス: リュイス・ウマー（ルイス・オマール）（星野充昭） - アレックスの身の回りの世話をすることになったロボット。ダヴィッドの設計。

## 作品の評価

### 映画批評家によるレビュー
Rotten Tomatoesによれば、7件の評論のうち、高く評価しているのは43%にあたる3件で、平均して10点満点中5.83点を得ている。
Metacriticによれば、5件の評論のうち、高評価は2件、賛否混在は3件、低評価はなく、平均して100点満点中57点を得ている。

### 受賞歴
| 賞         | 部門                        | 対象                                                                          | 結果       |
| ---------- | --------------------------- | ----------------------------------------------------------------------------- | ---------- |
| ゴヤ賞     | 主演男優賞                  | ダニエル・ブリュール                                                          | ノミネート |
| ゴヤ賞     | 助演男優賞                  | ルイス・オマール                                                              | 受賞       |
| ゴヤ賞     | オリジナル脚本賞            | セルジ・ベルベル クリスティーナ・クレメンテ マルティ・ロカ アインツァ・セラ   | ノミネート |
| ゴヤ賞     | 新人監督賞                  | キケ・マイーリュ                                                              | 受賞       |
| ゴヤ賞     | 撮影賞                      | アルナウ・バイス・コロメル                                                    | ノミネート |
| ゴヤ賞     | 編集賞                      | エレーナ・ルイス                                                              | ノミネート |
| ゴヤ賞     | 美術賞                      | ライア・コレット                                                              | ノミネート |
| ゴヤ賞     | 製作監督賞                  | トニ・カリソーサ                                                              | ノミネート |
| ゴヤ賞     | 音響賞                      | ジョルディ・ルシニョール・クルメー オリオル・タラゴー マーク・オーツ          | ノミネート |
| ゴヤ賞     | 特殊効果賞                  | アルトゥーロ・バルセイロ リュイス・カステルス                                 | 受賞       |
| ゴヤ賞     | メイキャップ&ヘアスタイル賞 | コンチャ・ロドリゲス ヘスス・マルトス                                         | ノミネート |
| ゴヤ賞     | オリジナル作曲賞            | サーシャ・ガルペリン エフゲニー・ガルペリン                                   | ノミネート |
| ガウディ賞 | 作品賞                      |                                                                               | 受賞       |
| ガウディ賞 | 監督賞                      | キケ・マイーリュ                                                              | ノミネート |
| ガウディ賞 | 脚本賞                      | セルジ・ベルベル クリスティーナ・クレメンテ マルティー・ロカ アインツァ・セラ | ノミネート |
| ガウディ賞 | 主演女優賞                  | クラウディア・ベガ                                                            | ノミネート |
| ガウディ賞 | 主演男優賞                  | ダニエル・ブリュール                                                          | ノミネート |
| ガウディ賞 | 助演女優賞                  | アンヌ・カノヴァス                                                            | ノミネート |
| ガウディ賞 | 助演男優賞                  | ルイス・オマール                                                              | 受賞       |
| ガウディ賞 | 撮影賞                      | アルナウ・バイス・コロメル                                                    | 受賞       |
| ガウディ賞 | 作曲賞                      | サーシャ・ガルペリン エフゲニー・ガルペリン                                   | ノミネート |
| ガウディ賞 | 編集賞                      | エレーナ・ルイス                                                              | ノミネート |
| ガウディ賞 | 美術賞                      | ライア・コレット                                                              | 受賞       |
| ガウディ賞 | 特殊/視覚効果賞             | アルトゥーロ・バルセイロ リュイス・カステルス ハビエル・ガルシア              | 受賞       |
| ガウディ賞 | 音響賞                      | ジョルディ・ルシニョール・クルメー オリオル・タラゴー マーク・オーツ          | ノミネート |
| ガウディ賞 | 衣裳デザイン賞              | マリア・ヒル                                                                  | ノミネート |
| ガウディ賞 | メイキャップ&ヘアスタイル賞 | コンチャ・ロドリゲス ヘスス・マルトス                                         | ノミネート |
| ガウディ賞 | 制作賞                      | トニ・カリソーサ                                                              | ノミネート |